# ميناء رأس الخير
ميناء رأس الخير هو ميناء صناعي سعودي يقع في مدينة رأس الخير شرقي السعودية على ساحل الخليج العربي، ويبعد حوالي 80 كم من مدينة الجبيل السعودية الصناعية وقد بدأ العمل بإنشائه في عام 2008م، حيث يعتبر الميناء أحدث ميناء سعودي صناعي وتكمن أهميتة بوقوعه في منطقه صناعية جديدة متنوعة الإنتاج.

## وصف الميناء
- يتكون جسم الميناء من ثلاث بحيرات اصطناعية مساحتها الإجمالية (6,3) مليون متر مربع تقريباَ وهي محمية من جميع الجهات وقد خصصت البحيرة الغربية لحماية مأخذ مياه التبريد التي تغذي المجمع الصناعي أما البحيرة الشرقية فهي للتوسع المستقبلي للميناء ويشغل حوض الميناء البحيرة الرئيسية أو الوسطى وتبلغ مساحتها (3,3) مليون متر مربع وتحتوي على أرصفته.
- يتصل حوض الميناء الرئيسي بالبحر المكشوف بواسطة قناة اقتراب بحرية معلمة بالكامل بالمساعدات الملاحية طولها (13) ميل بحري وبعمق (16.2) متر وتنتهي قناة الاقتراب بحوض لدوران السفن قطره (700) متر.
- تتكون المرحلة الأولى من ثلاثة أرصفة بطول (785) متر وبعمق (15) متر وهي مخصصة لمناولة الامونيا والأسمدة الكيمياوية والبضائع العامة بالإضافة إلى رصيف الخدمات بطول (121) متر وعمق (6) أمتار ويتم استخدام رصيف الخدمات لرسو القوارب الصغيرة كما نه مجهز بمزلقان لمناولة بضائع الدحرجة، وقد زودت كافة أرصفة الميناء بالمصدات الواقية وركائز الربط وذراع لتحميل مادة الامونيا للرصيف رقم (3) وسير ناقل ومعدة لتحميل الأسمدة الكيمياوية للرصيف رقم (2) مع السلالم الثابتة أما الرصيف رقم (1) فهو مخصص للبضائع العامة.
- زود الميناء بكل ما تحتاج إليه أعمال الموانئ الكفوءة من مرشدين وقاطرات ومراقبة بحرية والتفتيش البحري وتجهيزات السلامة.
- هناك تنسيق دائم مع الهيئة الملكية باعتبارها الجهة التي تمنح التصاريح للمستثمرين والمصانع وذلك حسب الخطة العامة للمدينة الصناعية حيث يتم الاطلاع على الخطة العامة للمدينة ومن خلالها يتم مناقشة الخطط المستقبلية.
- عدد الأرصفة حالياً 9 أرصفة من ضمنها رصيف الخدمة ورصيف ( المدحرجات ) بطول إجمالي قدره 2000 م والأرصفة المستقبلية التي من ضمنها أرصفة وعد الشمال 6 أرصفة ثلاثة منها لوعد الشمال وثلاثة آخرى لإستخدامات متعددة الأغراض حسب حاجة الميناء بطول اجمالي قدرة 1883متر. حيث يصبح إجمالي عدد الارصفة بالميناء بعد سنتين 15 رصيف.
- يضم الميناء أيضاً عدد من ساحات لتخزين المنتجات و(25) مبنى، منها مبنى الإدارة ومبنى الجمارك ومبنى حرس الحدود ومبنى الأمن ومبان أخرى لخدمات التشغيل والصيانة والمستودعات والبحرية.
- صمم الميناء ليتسع إلى عدد كبير من الأرصفة سيتم تطويرها وفقا لمتطلبات المجمع الصناعي في مدينة رأس الخير للصناعات التعدينية.
- من ضمن الإنشاءات بالميناء برج المراقبة بارتفاع 107 م ليقوم بتنسيق حركة السفن في القناة الملاحية ومراقبة السفن داخل الميناء ويتولى الاتصالات بالسفن القادمة إلى الميناء والاتصالات خلال الحالات الطارئة ويعد أيضاَ معلم من معالم الميناء. ومن المتوقع أن ينتهي أنشاءة في نهاية عام 2014 م بإذن الله.